# Emmanuelle (филм из 2024)
Emmanuelle је француски еротски драмски филм на енглеском језику из 2024. настао у режији, косценарију и продукцији Одри Диван. Заснован је на истоименом роману Емануеле Арсан из 1967. године. Ово је осми филм у истоименом серијалу, и петнаести филм који се базира на лику Емануеле, и служи као рибут. У њему глуми Ноеми Мерлан као насловни лик, заједно са Наоми Вотс и Вил Шарпом.
Филм је имао своју светску премијеру 20. септембра 2024. на 72. Међународном филмском фестивалу у Сан Себастијану.

## Улоге
| Глумац             | Улога    |
| ------------------ | -------- |
| Ноеми Мерлан       | Емануела |
| Вил Шарп           | Кеи      |
| Џејми Кембел Бауер | Сер Џон  |
| Ентони Вонг        | Око      |
| Наоми Вотс         | Марго    |